# El Pitazo
El Pitazo es un sitio web de noticias independiente de Venezuela. El nombre «pitazo» se refiere a uno de los nombres con los que es conocido el concepto de denuncia de irregularidades. Es parte de los medios latinoamericanos de la Rebel Alliance, con Tal Cual y Runrunes. También colaboran con varias ONGs para estar más informados sobre los diversos grupos de personas en la nación. Según El País, los objetivos de El Pitazo son traer noticias a las áreas más aisladas. El director de la empresa es César Batiz.
En 2019 ganó el Premio Ortega y Gasset a la mejor cobertura multimedia, por un informe sobre niños hambrientos, «La generación del hambre». Según Batiz, esta es la primera vez que un medio de comunicación venezolano gana el premio.

## Censura
A los reporteros en un pase de prensa de El Pitazo se les ha negado el acceso a eventos, en particular que cubren las actividades y elecciones gubernamentales; un guardia de seguridad le dijo a un reportero al que le prohibió la entrada al Consejo Nacional Electoral que la orden «venía de arriba». Acciones como esta violan el artículo 58 de la Constitución de Venezuela. En este caso, durante las campañas para las elecciones presidenciales de 2018, el candidato opositor Henri Falcón intentó intervenir para que los reporteros del medio, junto con el personal de prensa de muchos otros medios, ingresaran al edificio; se permitió el ingreso de varios, pero el personal de seguridad dijo que las condiciones sobre El Pitazo eran demasiado estrictas como para permitirles pasar.

### Bloqueo de sitio web
El sitio web de El Pitazo ha sido bloqueado en múltiples ocasiones. Batiz dijo en agosto de 2018 que por ninguno de los bloqueos hasta ahora se les había dado una explicación, y que tampoco había informes contra el sitio web que justificaran su bloqueo.
El primer bloqueo del sitio web se implementó a principios de septiembre de 2017, por CANTV y Digitel, seguido por Movistar a principios de noviembre. Debido a la disminución en la audiencia, la dirección web se cambió de .com a .info el 15 de enero de 2018.
La nueva dirección web fue bloqueada a principios de abril de 2018 por CANTV, pero los directores habían estado preparados y ya habían establecido una dirección web alojada en Malasia, .ml, que cambiaron el mismo día.
A principios de agosto de 2018, el sitio web estaba bloqueado por más proveedores de servicio de Internet que nunca antes; todos los PSI anteriores, así como Inter y SuperCable. El Instituto de Prensa y Sociedad de Venezuela (IPYS) informó que este bloqueo fue intermitente a lo largo del día y se dirigió a diferentes estados en diferentes momentos, lo que lo convirtió en un «ataque» más complejo en el sitio web, que era más difícil de eludir y también más difícil de justificar la creación una nueva dirección web, aunque el efecto en los lectores fue el mismo. Durante varias semanas, otros sitios web de noticias, tanto en la Rebel Alliance como no, publicaron reportes de El Pitazo en solidaridad; El Pitazo también usó Facebook como plataforma para alojar sus informes y alentó a las personas a usar redes privadas virtuales para acceder a su sitio web. El IPYS mencionó que habían desarrollado soluciones innovadoras fuera de línea como organizar reuniones públicas informales en parques de todo el país y en librerías para difundir noticias. En una entrevista con Caracas Chronicles, Batiz dijo que podía adivinar que los bloqueos se debían a que publicó informes que hicieron sentir al gobierno «incómodo», como uno a fines de julio de 2018 que expone la corrupción en PDVSA.
Jony Rahal, presidente en 2018 de la Comisión Permanente de Poder Popular y Medios de Comunicación en la Asamblea Nacional (AN), presentó un informe a la AN en agosto de 2018 que concluyó que CANTV y la agencia gubernamental Conatel eran responsables de los bloqueos. Batiz planeaba llevar el informe a grupos internacionales de derechos humanos.

### Ataques cibernéticos
El sitio web sufrió varios ataques cibernéticos en junio y julio de 2018. Estos se produjeron en forma de DDoS (un tipo de ataque de denegación de servicio), con más de 1800 direcciones IP dirigidas a las direcciones web actuales y pasadas de El Pitazo. Aunque aún se pueden publicar en las redes sociales durante la denegación de acceso, los ataques se caracterizan como una negativa del derecho a la libertad de expresión.
Durante los bloques del sitio web de agosto de 2018, los escritores también recibieron informes DDoS cuando intentaron publicar contenido, que es un ataque cibernético dirigido que no les permite acceder a su propio sitio web.

## Informes e investigaciones
En 2016, el comité editorial de El Pitazo contribuyó a la cobertura de Univision del caso de los narcosobrinos.

### «Huérfanos de la salud»
El Pitazo creó en colaboración con IPYS el informe multimedia sobre niños que sufren servicios de salud deficientes en Venezuela. Ganó el premio Roche Health Journalism de 2018 para los informes de Internet. También fue nominado en la categoría de Mejor cobertura de los Premios de Periodismo Gabriel García Márquez 2018.

### «La generación del hambre»

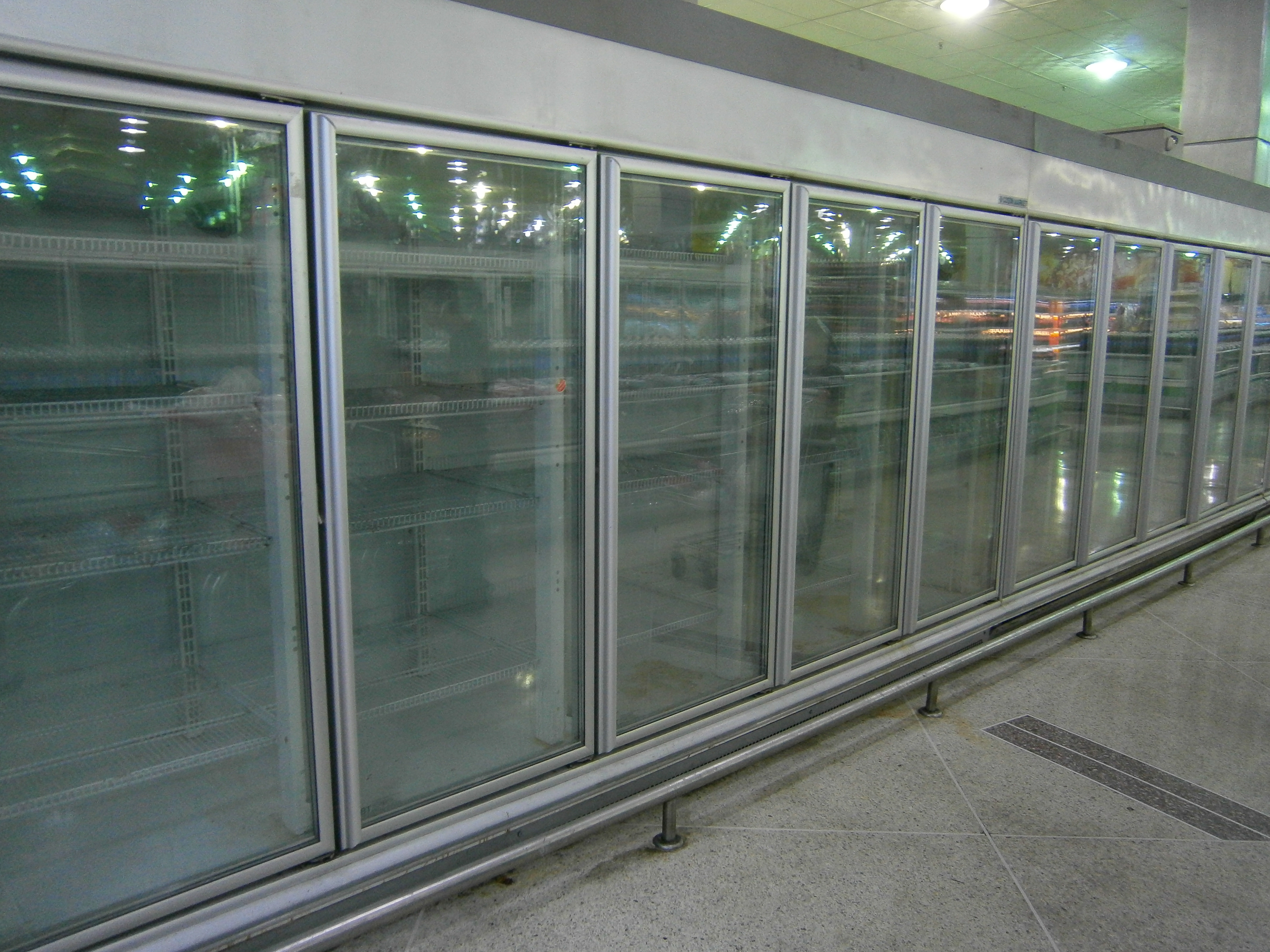
Un supermercado en Los Teques, Estado Miranda, que muestra la escasez de alimentos conservables.

A lo largo de 2018 durante ocho meses, catorce periodistas, liderados por Johanna Osorio Herrera, siguieron la vida de ocho niños nacidos en 2013, elegidos porque la nutrición en los primeros 5 años de vida es lo más importante. El informe ganó el Premio Ortega y Gasset 2019 a la mejor cobertura multimedia, que se presentó en el CaixaForum Madrid el 9 de mayo de 2019; por ganar, recibieron 15 000 euros y una escultura de Eduardo Chillida. Al anunciar el premio, el jurado felicitó a los periodistas y dijo que «son un grupo de periodistas jóvenes y admirables que se arriesgan y que van a los lugares donde suceden las cosas, para encontrar los hechos y denunciarlos».
Los objetivos de la investigación fueron exponer los efectos de la política económica del gobierno de Nicolás Maduro en los niños pequeños que crecían bajo ella, particularmente en el hambre y la inanición, ya que estos son «los más íntimos de la vida humana». El País informó que los resultados fueron «tristes» debido al claro daño irreversible que sufrieron los bebés, uno de los cuales murió durante el proceso.

## Premios y reconocimientos
El Pitazo obtuvo el Premio Ortega y Gasset por la investigación “La Generación del Hambre” en 2018, el Premio Gabo mención Innovación con una investigación colaborativa trasnacional “Mujeres en la vitrina, migración en manos de la trata” en 2019 y fue reconocido con el segundo lugar del X Concurso Nacional de Reportajes de Investigación Periodística del Instituto Prensa y Sociedad de Venezuela (IPYS) en 2020 con el reportaje Fraude Vertical.